# Calle Dihua
La Calle Dihua (en chino: 迪化街) es una calle situada en la zona Dadaocheng del distrito Datong,  de Taipéi, serpenteando desde el sur del distrito para cerrar al norte, en el antiguo pueblo de Dalongdong. La calle, entonces es conocida como la calle del centro, siendo construida durante la década de 1850, cuando muchas entidades comerciales que pertenecen a los propietarios Quanzhou originarios se trasladaron desde el cercano pueblo de Bangka. Desde entonces, y durante todo el resto del siglo XIX, la calle Dihua ha sido un importante centro para el comercio de los productos taiwaneses y para producir las hierbas medicinales chinas, telas, materiales de incienso, y para el post-procesamiento del té de Taiwán.
El nombre "Dihua" le fue dado en 1947 por el gobierno de la República de China, en referencia a la ciudad de Dihua (ahora llamada Ürümqi) en Xinjiang, R.P. China.